# Roger Zelazny
Roger Joseph Zelazny (* 13. Mai 1937 in Euclid, Ohio; † 14. Juni 1995 in Santa Fe, New Mexico) war ein US-amerikanischer Autor von Fantasy- und Science-Fiction-Kurzgeschichten und Romanen. Zelaznys Werke wurden mehrfach ausgezeichnet; so gewann er mit dreien seiner Storys den Nebula Award, sechsmal den Hugo Award und zweimal den Locus Award.

## Leben
Roger Zelazny wuchs in Euclid, Ohio, auf und studierte zunächst Psychologie, dann englische Literatur an der Columbia-Universität, wo er 1962 mit einem MA abschloss (Elisabethanisches und Jakobinisches Theater). Von 1960 bis 1963 war er bei der Nationalgarde von Ohio, bis 1966 in der Reserve der US-Armee in der Abschussmannschaft einer Nike-Batterie und bei einer Einheit zur psychologischen Kriegsführung tätig. Bis 1969 arbeitete er in Sozialämtern in Cleveland, Ohio, und Baltimore, Maryland.
1967–68 war er in der SFWA Schatzmeister, ehe er 1969 hauptberuflicher Schriftsteller wurde. Von 1975 bis zu seinem Tod lebte er in Santa Fe (New Mexico).
Zelazny begann schon früh zu schreiben – erste Veröffentlichungen in einer College-Zeitschrift stammen von 1954 – und verfasste zahlreiche Kurzgeschichten, ehe sich auch der längeren Form zuwandte. Zunächst schrieb er nur Lyrik und wechselte ab 1962 zur Science Fiction. Seine erste erfolgreiche Veröffentlichung war die im The Magazine of Fantasy and Science Fiction im Jahr 1963 erschienene Geschichte A Rose for Ecclesiastes (dt. Die 2224 Tänze von Locar), die 1963 für den Hugo Award nominiert wurde. 1966 wurden This Immortal (dt. Fluch der Unsterblichkeit), 1968 Lord of Light (dt. Herr des Lichts), 1976 Home Is the Hangman (dt. Der Henker ist heimgekehrt), 1982 Unicorn Variation (dt. Die Einhorn-Variante), 1986 24 Views of Mt. Fuji, by Hokusai (dt. 24 Ansichten des Berges Fuji, von Hokusai) und 1987 Permafrost (dt. Leopard am Kilimandscharo) mit dem Hugo Award ausgezeichnet. Zusätzlich errangen viele seiner Werke international Preise und Auszeichnungen.
Seine bekanntesten Geschichten bilden die Romanserie Die Chroniken von Amber. Er schrieb zeit seines Lebens weiterhin Gedichte und nahm 1965 mit der Erzählung He Who Shapes (Herr der Träume) den Cyberspace vorweg. Zusammen mit Samuel R. Delany, Thomas Disch, Harlan Ellison und John T. Sladek bildete Zelazny den amerikanischen Ableger der New Wave in der Science-Fiction-Literatur.
Zelazny benutzte auch das Pseudonym Harrison Denmark.

## Verfilmung
Der Roman Damnation Alley wurde 1977 unter Regie von Jack Smight stark abgewandelt verfilmt; der Film lief 1978 als Straße der Verdammnis in den deutschen Kinos.
Zudem schrieb Roger Zelazny 1980 unbewusst Zeitgeschichte, als das unverfilmte Drehbuch zu seinem Roman „Lord of Light“ von der CIA ausgewählt wurde, um das Drehen eines Films namens „Argo“ im Iran vorzutäuschen. Mithilfe dieses Tricks gelang es, sechs US-amerikanischen Botschaftsangehörigen, die bei der Botschaftserstürmung entkommen konnten, rund zwei Monate später aus dem Land herauszuschleusen. Der Vorfall wurde 2012 unter dem Titel „Argo“ von Ben Affleck in die Kinos gebracht und gewann 2013 den Oscar für den „Besten Film“. Da Bill Clinton die Geheimmission erst 1997 öffentlich machte, erfuhr Zelazny selbst nie davon.

## Kritik
„Zelazny läßt eine hochtechnisierte Zukunft zum Leben erwachen, in der Selbstmord die vorrangigste Todesursache geworden ist. Er präsentiert Tiere mit dämmernder Intelligenz … Zelaznys zudem schlüssige Charakterisierungen und farbige Landschaften ummanteln eine Handlung, die für sich genommen möglicherweise nur einen einzigen Kerngedanken aufweist, nämlich die Übersetzung der heutigen Tiefenpsychologie ins Morgen, diesen aber im Zusammenspiel mit der gelungenen ästhetischen Aufbereitung zu einer atmosphärischen Einheit verschmilzt … aus welchen Gründen auch immer – ein Klassiker bleibt dieses Buch allemal.“

## Bibliografie

### Die Chroniken von Amber
In den ersten fünf Bänden, dem ursprünglichen Amber-Zyklus, wird die Geschichte des Corwin von Amber erzählt. (Die Übersetzungen ins Deutsche stammen von Thomas Schlück.)
- Vol. 1: Nine Princes in Amber, 1970, dt. Corwin von Amber, Heyne, 1977, ISBN 3-453-30432-2.
- Vol. 2: The Guns of Avalon, 1972, dt. Die Gewehre von Avalon, Heyne, 1977, ISBN 3-453-30445-4.
- Vol. 3: Sign of the Unicorn, 1975, dt. Im Zeichen des Einhorns, Heyne, 1977, ISBN 3-453-30466-7.
- Vol. 4: The Hand of Oberon, 1976, dt. Die Hand Oberons, Heyne, 1978, ISBN 3-453-30500-0.
- Vol. 5: The Courts of Chaos, 1978, dt. Die Burgen des Chaos, Heyne, 1981, ISBN 3-453-30743-7.
- Vol. 1–5: The First Chronicles of Amber, 1999, dt. Die Prinzen von Amber, Heyne, 1986, ISBN 3-453-31271-6.

In den später erschienenen fünf Bänden ist Merlin (Merle Corey), der Sohn von Corwin und Dara, die Hauptperson. (Die Übersetzungen ins Deutsche stammen von Irene Bonhorst.)
- Vol. 1: Trumps of Doom, 1985, dt. Die Trümpfe des Jüngsten Gerichts, Heyne, 1995, ISBN 3-453-08005-X.
- Vol. 2: Blood of Amber, 1986, dt. Das Blut von Amber, Heyne, 1995, ISBN 3-453-08006-8.
- Vol. 3: Sign of Chaos, 1987, Zeichen des Chaos, Heyne, 1995, ISBN 3-453-08008-4.
- Vol. 4: Knight of Shadows, 1989, dt. Ritter der Schatten, Heyne, 1995, ISBN 3-453-08532-9.
- Vol. 5: Prince of Chaos, 1991, dt. Prinz des Chaos, Heyne, 1995, ISBN 3-453-08538-8.

### Francis Sandow
- Isle of the Dead, 1969, dt. Die Insel der Toten, Heyne, 1973, ISBN 3-453-30243-5.
- To Die in Italbar 1973, dt. Der Tod in Italbar, Heyne, 1975, ISBN 3-453-30324-5.
- Dismal light, Kurzgeschichte, erschienen u. a. in This Mortal Mountain, NESFA Press, 2009, ISBN 978-1-886778-78-8.

### Wechselhaftes Land (The Changing Land)
- The Bells of Shoredan, 1979.
- The Changing Land, 1981, dt. Wechselhaftes Land, Heyne, 1985, ISBN 3-453-31259-7.
- Dilvish, the Damned, 1982.

### Pol Detson (Wizard World)
- Vol. 1: Changeling, 1980, dt. Wechselbalg, Bastei-Lübbe, 1983, ISBN 3-404-20048-9.
- Vol. 2: Madwand, 1981, dt. Sieben Statuen, Bastei-Lübbe, 1984, ISBN 3-404-20054-3.
- Vol. 1–2: Wizard World, 1991, ISBN 0-671-69842-7.

### Beste Böse Tat
zusammen mit Robert Sheckley
- Vol. 1: Bring Me the Head of Prince Charming, 1991, dt. Bringt mir den Kopf des Märchenprinzen, Bastei-Lübbe, 1996, ISBN 3-404-20275-9.
- Vol. 2: If at Faust You Don't Succeed, 1993, dt. Wer immer sterbend sich bemüht, Bastei-Lübbe, 1996, ISBN 3-404-20293-7.
- Vol. 3: A Farce to be Reckoned With, 1995, dt. Ein Schauspiel, teuflisch bös und unmoralisch, Bastei-Lübbe, 1998, ISBN 3-404-20325-9.

### Millennium
Eine 10-teilige Serie mehrerer SF- und Fantasy-Autoren …
- Vol. 2: A Dark Travelling, auch: A Dark Traveling, 1987.

### Einzelromane
- This Immortal, 1966, dt. Fluch der Unsterblichkeit, Pabel, 1973, ohne ISBN (Terra TB 227); und Fluch der Unsterblichkeit, Goldmann, 1998, ISBN 3-442-25039-0 (erweiterte Version der Erzählung … And Call Me Conrad aus dem Jahr 1965, für die Zelazny den Hugo Award bekam)
- The Dream Master, 1966, dt. Herr der Träume, Pabel, 1976, ohne ISBN (Terra TB 270); und Ein Spiel von Traum und Tod, Bastei-Lübbe, 1986, ISBN 3-404-23052-3 (basiert auf der Erzählung He who shapes aus dem Jahr 1965)
  - vollständige dt. Fassung von „He who shapes“: Der Former. Übers. Hans Maeter. In: Damon Knight Hg.: Computer streiken nicht. SF-Stories. Heyne TB 3360, München 1973, ISBN 3-453-30237-0, S. 61–156. Zuerst engl. in: Nebula Award Stories 1, 1965
- Lord of Light, 1967, dt. Herr des Lichts, Heyne, 1976, ISBN 3-453-30390-3; und Herr des Lichts, Heyne, 1985, ISBN 3-453-31154-X.
- Damnation Alley, 1969, dt. Straße der Verdammnis, Heyne, 1972, ohne ISBN, spätere Auflagen: ISBN 3-453-30437-3; und Straße der Verdammnis, vgs, 1996, ISBN 3-8025-2437-3.
- Creatures of Light and Darkness, dt. Götter aus Licht und Dunkelheit, Bastei-Lübbe, 1981, ISBN 3-404-22033-1.
- Jack of Shadows, 1971, dt. Jack aus den Schatten, Heyne, 1982, ISBN 3-453-30824-7.
- Today We Choose Faces, 1973, dt. Heut wählen wir Gesichter, Heyne, 1975, ISBN 3-453-30350-4.
- Doorways in the Sand, 1975, dt. Tore in der Wüste, Moewig, 1981, ISBN 3-8118-3525-4.
- Deus irae, mit Philip K. Dick, 1976, dt. Der Gott des Zorns, Bastei-Lübbe, 1979, ISBN 3-404-01125-2.
- Bridge of Ashes, 1976, dt. Die Aschenbrücke, Heyne, 1978, ISBN 3-453-30521-3.
- Roadmarks, 1979, dt. Straße nach überallhin, Moewig, 1981, ISBN 3-8118-3542-4.
- mit Fred Saberhagen: Coils. Wallaby Books, 1980, ISBN 0-671-44915-X. (dt. Die Hirnspirale. Bastei-Lübbe, 1987, ISBN 3-404-22099-4: Donald Belpatri mit Gedächtnisverlust und der besonderen Fähigkeit, die Grenze zwischen Gedanken und Computer zu überwinden, versucht seine Freundin aus den Händen einer skrupellosen Firma zu retten)
- Eye of cat, 1982, dt. Katzenauge, Heyne, 1985, ISBN 3-453-31195-7.
- The Black Throne, mit Fred Saberhagen, 1990
- The Mask of Loki, mit Thomas T. Thomas, 1990
- Flare, mit Thomas T. Thomas, 1992
- A Night in the Lonesome October, 1993, dt. Der Clan der Magier, Heyne, 2001, ISBN 3-453-19633-3.
- Donnerjack, mit Jane Lindskold, 1997
- Psycho Shop, mit Alfred Bester, 1998
- Lord Demon, mit Jane Lindskold, 1999

### Kurzgeschichtensammlungen
- Four for Tomorrow, Ace Books, 1967, auch als A Rose for Ecclesiastes (UK 1969)
- The Doors of His Face, the Lamps of His Mouth and Other Stories, 1971, dt. gekürzt Die Türen seines Gesichts, die Lampen seines Mundes…, König, 1973, ISBN 3-8082-0062-6; vollständig Die Türen seines Gesichts, Moewig, 1980, ISBN 3-8118-3505-X.[7]
- Poems, 1974.
- My Name Is Legion, 1976, dt. Mein Name ist Legion, Bastei-Lübbe, 1980, ISBN 3-404-21133-2.
- The Illustrated Roger Zelazny, Byron Preuss Visual Publications Inc 1978, illustriert von Gray Morrow, ISBN 0-89437-014-6 ist ein von Roger Zelazny autorisiertes Buch, welches halb Comic, halb Kurzgeschichtensammlung ist mit folgenden Inhalten: a) Shadowjack: Comic-Vorgeschichte zu Jack aus den Schatten, b) An Amber Tapestry, A Zelazny Tapestry of Doorways in the Sand and Damnation Alley: Grafiken zu den jeweiligen Büchern, c) A Rose For Ecclesiastes, The Furies: jeweils die ganze Geschichte mit vielen Grafiken: The Doors of his Face the Lamps of his Mouth: die ganze Geschichte in schwarz-weiss illustriert.
- The Doors of His Face, the Lamps of His Mouth and Other Stories, 1971, dt. gekürzt Die Türen seines Gesichts, die Lampen seines Mundes…, König, 1973, ISBN 3-8082-0062-6; vollständig Die Türen seines Gesichts, Moewig, 1980, ISBN 3-8118-3505-X.
- The Last Defender of Camelot, 1980.
- When Pussywillows Last in the Catyard Bloomed, 1980.
- To Spin is Miracle Cat, 1981.
- A Rhapsody in Amber, 1981.
- Unicorn Variations, 1983.
- Frost and Fire, 1989.
- Elegy for Angel and Dogs / The Graveyard Heart, mit Walter Jon Williams, 1990, dt. Das Friedhofsherz – ein Wendebuch, Heyne, 1993, ISBN 3-453-06609-X.
- Hymn to the Sun An Imitation, 1996.
- Manna from Heaven, DNA Publications and Wildside Press, 2003, ISBN 1-59224-199-9, enthält alle fünf Amber-Kurzgeschichten, 15 weitere Kurzgeschichten, von denen 6 bisher noch nie veröffentlicht wurden: Godson, Manna from Heaven, Corrida, Prince of the Powers of this World, The Furies, The Deadliest Game, Kalifriki of the Thread, Come Back to the Killing Ground, Alice, My Love, Lady of Steel, Come to Me Not in Winter's white (with Harlan Ellison), The New Pleasure, The House of the Hanged Man, Epithalamium, The Last Inn on the Road (with Danny Plachta), Angel – Dark Angel, Six From Amber: Prologue From The Trumps of Doom, Blue Horse, Dancing Mountains, The Salesman's Tale, Coming to a Cord, Hall of Mirrors, the Shroudling and the Guisel

### Anthologien
- Nebula Awards Stories 3, 1968, dt. Eispiloten, Lichtenberg, 1971, ISBN 3-7852-2011-1.
- Forever After, 1995, dt. Am Ende aller Märchen, 1996, ISBN 3-404-20297-X.
- Wheel of Fortune, 1995.
- Warriors of Blood and Dream, mit Martin H. Greenberg, 1995
- The Williamson Effect, 1996.

### Sachbuch
- Wilderness, mit Gerald Hausman, 1994

### Kurzgeschichten
- „Der heilige Wahn“ (Divine Madness) erschienen in „Jenseits aller Träume“ (1967)
Die Geschichte eines Mannes, dessen Zeit rückwärts läuft, bis er einen Fehler korrigieren kann.
- „Atempause für Roboter“ (For a Breath I Tarry) erschienen in „Science Fiction Stories 31“ (Ullstein 1973) (World’s Best Science Fiction 1967, ACE Books)
Wie der Roboter Frost die Menschen wieder erschafft (eine Art moderne Adam- und Eva-Geschichte).
- „Der Schläfer“ (The Sleeper) erschienen in „Wild Cards 1“ (Heyne 1986)
Croyd Crenson wacht nach jedem mehrmonatigen Schlaf als neues Ass (Mutant mit wünschenswerten Fähigkeiten) auf.
- „Asche zu Asche“ (Ashes to Ashes) erschienen in „Wild Cards 3: Asse hoch!“ (Heyne 1987)
Croyd Crenson kann jetzt Gedanken manipulieren und jagt einer Leiche hinterher.